# Ryan Shotton
Ryan Colin Shotton (ur. 30 września 1988 w Fenton) – angielski piłkarz występujący na pozycji obrońcy w Birmingham City.